# Жених напрокат (роман)
«Жених напрокат» (англ. Something Borrowed, дословно — «Взятое взаймы») — роман американской писательницы Эмили Гиффин 2005 года. Роман стал международным бестселлером и попал в список бестселлеров «New York Times». В 2011 году вышел одноимённый фильм, снятый компанией актрисы Хилари Суонк, следившей за процессом съёмок.

## Сюжет
Повествование в книге ведётся от лица главной героини, Рейчел Уайт, молодой женщины, которая после вечеринки по случаю своего 30-летия проводит ночь вместе с Дексом — женихом своей лучшей подруги Дарси. В книге Рейчел представлена в виде добродетельной девушки, которая ни за что бы не совершила такой поступок в обычной ситуации. Однако вскоре одна ночь превращается в тайный роман, а Рейчел пытается понять, что же для неё важнее — настоящая дружба или настоящая любовь?

## Критика
Этот роман направлен против стереотипов и социальной стигматизации, создающих отрицательный образ современной одинокой молодой женщины за 30, которая живёт под давлением общественного мнения, подталкивающего её к обязательному замужеству.
«Это достаточно реалистичное изображение того, с чем приходится сталкиваться молодой женщине в наши дни», — говорится в одном из обзоров книги.

## Признание
Роман, также как и два других произведения Эмили Гиффин, стал международным бестселлером и получил признание критиков и читателей, попав в такие престижные списки, как New York Times Best Seller и USA Today's Top 150.

## Продолжение
Сиквел был издан в 2006 году и назывался «Грусть не для тебя» (англ. Something Blue, дословно — Кое-что голубое). В романе повествование ведётся от лица Дарси Рон. Она извлекает максимум пользы из того, что молода и красива. Ей не было дела до правил, кармы, но всё меняется, когда её лучшая подруга Рейчел уводит у неё жениха Декса. Теперь Дарси одна и беременна. Чтобы прийти в себя она отправляется к своему другу детства, Итану в Лондон, однако девушка понимает, что правила Нового света в Англии не действуют, и что здесь нужно относиться к жизни иначе.
После титров экранизации есть сцена встречи Дарси (Кейт Хадсон) и Итана (Джон Красински). Вероятно, это намёк на возможное продолжение, однако никакой информации о том, что по второму роману будут снимать фильм с участием Хадсон и Красински нет.

## Российское издание
В России книга была впервые издана в 2007 году издательством «АСТ» в переводе В. Сергеевой. Позже роман переиздавался в 2011 году с двумя версиями обложки, на одной из которых был размещён постер фильма.

## Экранизация
Хилари Суонк и Молли Смит купили права на книгу. Совместной разработкой проекта занимались компании «Warner Bros.», «Entertainment Film Distributors», «Summit Entertainment», «(International) Alcon Entertainment», «2S Films» и «Wild Ocean Films».
Картину поставил режиссёр Люк Гринфилд. Джиннифер Гудвин сыграла Рейчел. Кейт Хадсон досталась роль её лучшей подруги Дарси. Джон Красински исполнил роль Итана, друга Рейчел, появляющегося в романе и его продолжении. Колин Игглсфилд воплотил образ Декса, а Стив Хоуи сыграл Маркуса, лучшего друга Декса. Премьера состоялась 6 мая 2011 года.